# カテナン
カテナン (英: catenane) は、複数の環が鎖のように、共有結合を介せずに繋がった分子集合体のこと。語源はラテン語で「鎖」を意味する "catena"。2つの輪がつながったカテナンは [2]カテナン、3つであれば [3]カテナンと呼ばれる。現在までに、[7]カテナンまでが合成されている。

## 概要
最初のカテナンは1960年、ベル研究所の E・ワッサーマンによって米国化学会誌に報告された。彼は、重水素でラベルした34員環のシクロアルカン（シクロテトラトリアコンタン、C34H63D5）の存在下、長鎖のジエステル (H3CCH2OC(=O)−(CH2)32−C(=O)OCH2CH3) をアシロイン縮合に付し、その生成物の中にシクロアルカン C34H63D5 以外の新しい重水素化物が微量生成していることを IR で確認した。その重水素化物はアシロインを分解する条件におくと元の  C34H63D5 とジカルボン酸 (HOC(=O)−(CH2)32−C(=O)OH) を与え、すなわち、それはジエステルからできる環状アシロインがシクロアルカンと作ったカテナンであったことが分かった。なお、反応に当たっては、収率が非常に低いために浴槽に原料を入れて反応を行ったという。
ワッサーマンによる初の報告以降も、カテナンは合成が困難でありあまり研究は進まなかった。しかしジャン＝ピエール・ソヴァージュによってフェナントロリンの金属錯体をテンプレートとして用いる高効率カテナン合成法が開発され、この報告がカテナンの研究を大きく進める結果となった。今日では、この金属テンプレートを用いる超分子合成法はカテナンのみならず、ロタキサンやボロメアン・リング、ノットなど種々の超分子化合物を合成するために用いられている。
フレイザー・ストッダートは、分子間のπ-π相互作用を用いることによって効率よくカテナンを合成することに成功している。彼が合成したカテナンの中では、5つの環が五輪旗のように繋がったオリンピアダンが有名。彼は2016年にノーベル化学賞を受賞した。
藤田誠は窒素を含んだ様々な分子を金属に結合させて錯体を作る研究の最中に偶然カテナンを合成した。この方法での収率は90％と非常に高い。
また、メタセシス反応からカテナンを合成する方法での収率は95％にもなる。メタセシスの実用的な触媒を開発したロバート・グラブスは2005年にノーベル化学賞を受賞した。
カテナンに似た構造を持つ超分子としてロタキサンが挙げられる。いずれも分子シャトル、分子モーターなどの「ナノマシン」の素材として現在盛んに研究が進められている。